# Marisa Cornejo
Marisa Cornejo, née le 26 septembre 1971 à Santiago au Chili, est une artiste plasticienne et autrice chilienne.

## Biographie
Elle quitte le Chili avec sa famille en 1973 après le coup d'État du 11 septembre, pour Buenos Aires. La famille doit s’exiler à nouveau après le coup d'État du 24 mars en Argentine et trouve refuge en Bulgarie. En 1978 nouveau départ pour la Belgique, mais le statut de réfugié politique leur est refusé et c'est l'exil vers le Mexique. En 1985, elle est autorisée à revenir au Chili, mais elle repart au Mexique pour elle étudie la danse contemporaine puis dès 1992, les arts visuels à l'UNAM. En 1998, elle rejoint Londres puis Barcelone ou elle se marie, Bruxelles en 2002 puis Genève en 2005. Elle expose, principalement en Suisse, au Chili et au Mexique, un travail basé sur l'archive personnelle et collective, l'examen de l'histoire récente, la mémoire, l'identité et l’exil.

## Publications
- Marisa Cornejo, L’empreinte : Une archive d’artiste soustraite au terrorisme d’État, Lausanne, Genève, art&fiction, coll. « Pacific//Terrain », 2023, 272 p. (ISBN 978-2-88964-031-7).
- Gérard Berréby et Marisa Cornejo (6 photographies), Comme une Neptune, Lausanne, Genève, art&fiction, 2018, 24 p. (ISBN 978-2-940570-37-9)[4].
- Marisa Cornejo (trad. de l'espagnol), I am, Lausanne, Genève, art&fiction, coll. « Re:Pacific », 2013, 176 p. (ISBN 978-2-940377-68-8)[5],[6].
- (es) Marisa Cornejo (trad. de l'espagnol), General : [exposition, Santiago-du-Chili, Galería metropolitana, décembre 2009], Lausanne, art&fiction, 2011, 110 p. (ISBN 978-2-940377-39-8).
- Marisa Cornejo, Personal, Santiago, Chili, Fond'Art, 2009.
- Marisa Cornejo, La Panaderia, Turner Editors, 2005.

## Expositions (sélection)
- 2000 : Female Fusion, the Artery Project, Ashford, Royaume-Uni.
- 2003 : Exquisite emigrants, Maus Hábitos, Porto, Portugal.
- 2004 : Patchwork, memorias del cuerpo, Centro Cultural Matucana 100, Santiago, Chili.
- 2006 : Pour le droit de vivre en paix, Centre Culturel Les Chiroux, Liège, Belgique.
- 2007 : Je t'aime beaucoup, Villa Bernasconi, Genève, Suisse.
- 2007 : 450 Woman have being murdered, SAC Gallery, Stony Brook, NY, USA.
- 2008 : Portraits rêvés, W.T.O., Genève, Suisse.
- 2008 : Dossier sans suite, Espace Standard/Deluxe, Lausanne, Suisse.
- 2009 : Refugio, Galerie Racines, Brétigny, France.
- 2009 : Celebration of World Refugee Day at Geneva Headquarters, UNHCR, Genève, Suisse.
- 2009 : El milagro chileno, Galeria Metropolitana, Santiago, Chili[6].
- 2011 : Los visitantes, Agent Double, Genève, Suisse.
- 2023 : No Memorials. Histoires matérielles de l'exil chilien à Genève, Collectif Migrations Sonores, Genève, Suisse[7].
- 2024 : Des seins à dessein, Espace Arlaud, Lausanne, Suisse[8].

## Distinctions
- 2023 : Prix Francine Delacrétaz (Prix pour artistes confirmé-e-x)[9]
- 2024: Swiss art award[10]